# Favites

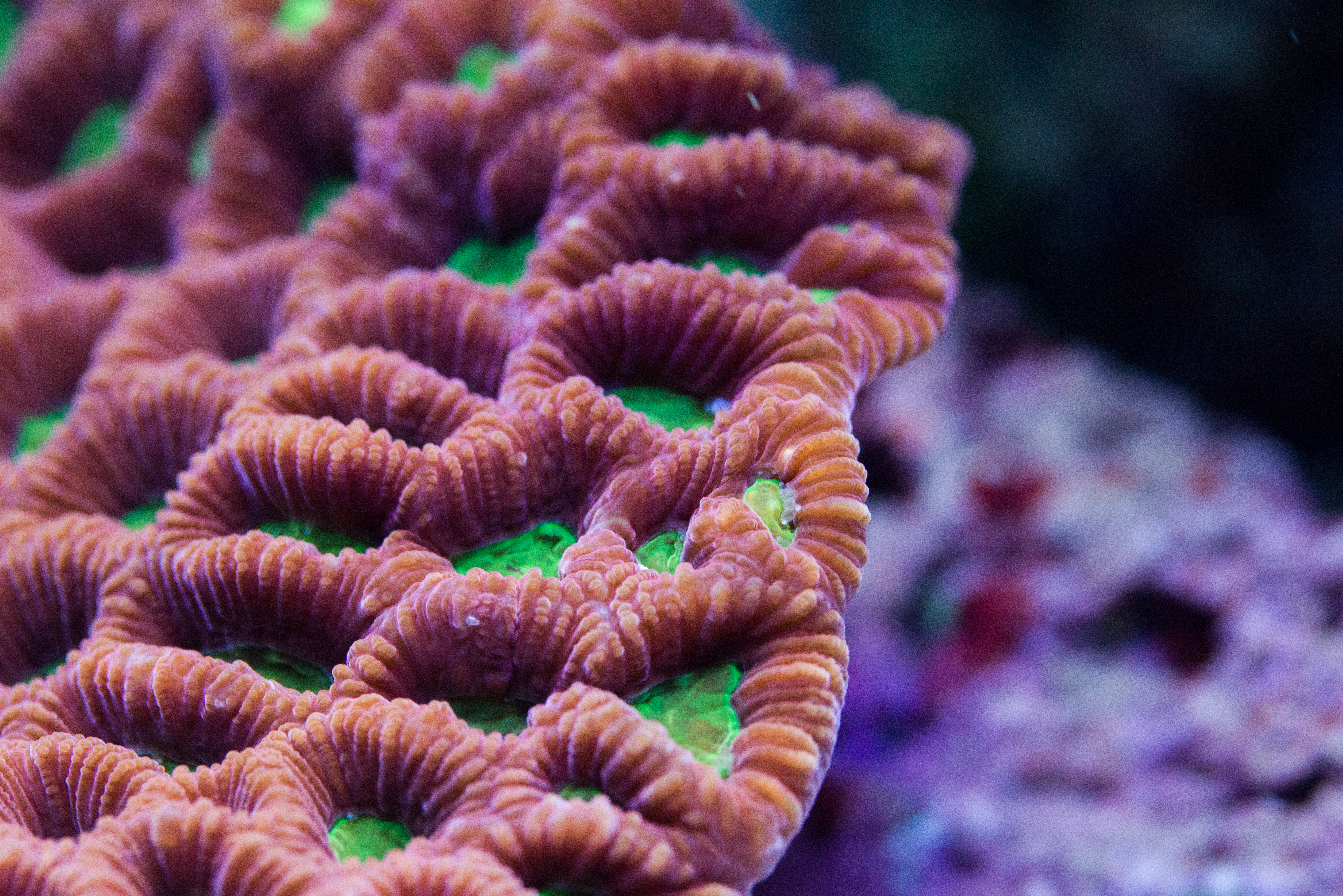
Favites con pólipos expandidos

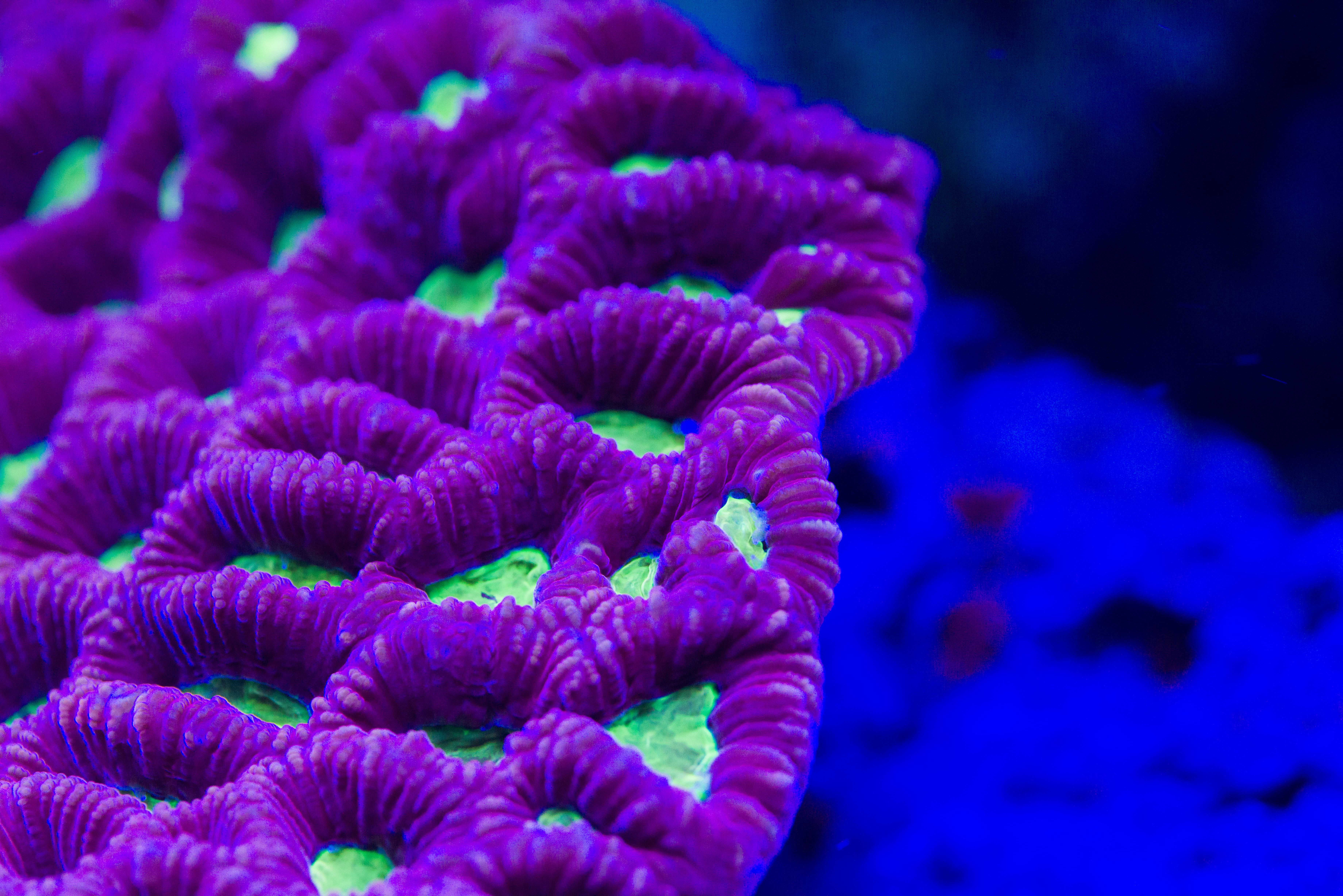
La misma colonia de foto superior bajo luz actínica

Favites es un género de corales que pertenece a la familia Merulinidae, dentro del orden Scleractinia. 
La organización taxonómica de las especies, géneros, familias y órdenes de la clase Anthozoa, viene siendo, desde el siglo XIX, materia apasionante para los científicos. Dados los avances científicos, que posibilitan, tanto la exploración y recolección de especies, como los análisis filogenéticos, asistimos a una permanente reclasificación de los clados taxonómicos. Debido a ello, el género Favites ha estado enmarcado hasta hace muy poco tiempo en la familia Faviidae, siendo reclasificado por el Registro Mundial de Especies Marinas, en la familia Merulinidae.
Su esqueleto es macizo y está compuesto de carbonato cálcico. Tras la muerte del coral, su esqueleto contribuye a la generación de nuevos arrecifes en la naturaleza, debido a que la acción del CO2 convierte muy lentamente su esqueleto en bicarbonato cálcico, sustancia ésta asimilable directamente por las colonias coralinas. 

## Especies
El Registro Mundial de Especies Marinas reconoce las siguientes especies nominales, estando incluidas la mayoría en la Lista Roja de especies amenazadas:
- Favites abdita. (Ellis & Solander, 1786). UICN: Casi amenazado.
- Favites acuticollis. IUCN: Casi amenazado.
- Favites chinensis. (Verrill, 1866). IUCN: Casi amenazado.
- Favites colemani. (Veron, 2000)
- Favites complanata. (Ehrenberg, 1834). IUCN: Casi amenazado.
- Favites favosa. (Ellis & Solander)
- Favites flexuosa. Dana, 1846. IUCN: Casi amenazado.
- Favites halicora. (Ehrenberg, 1834). IUCN: Casi amenazado.
- Favites magnistellata (Chevalier, 1971)
- Favites melicerum (Ehrenberg, 1834)
- Favites micropentagonous. Veron, 2002. IUCN: Casi amenazado.
- Favites monticularis. Mondal, Raghunathan & Venkataraman, 2013
- Favites paraflexuosus. Veron, 2002. IUCN: Casi amenazado.
- Favites pentagona. (Esper, 1794). IUCN: Preocupación menor.
- Favites rotundata Veron, Pichon & Wijsman-Best, 1977
- Favites solidocolumellae. Latypov, 2006
- Favites spinosa (Klunzinger, 1879). IUCN: Vulnerable
- Favites stylifera. Yabe & Sugiyama, 1937. IUCN: Casi amenazado.
- Favites valenciennesi (Milne Edwards & Haime, 1849)
- Favites vasta (Klunzinger, 1879). IUCN: Casi amenazado.

## Galería

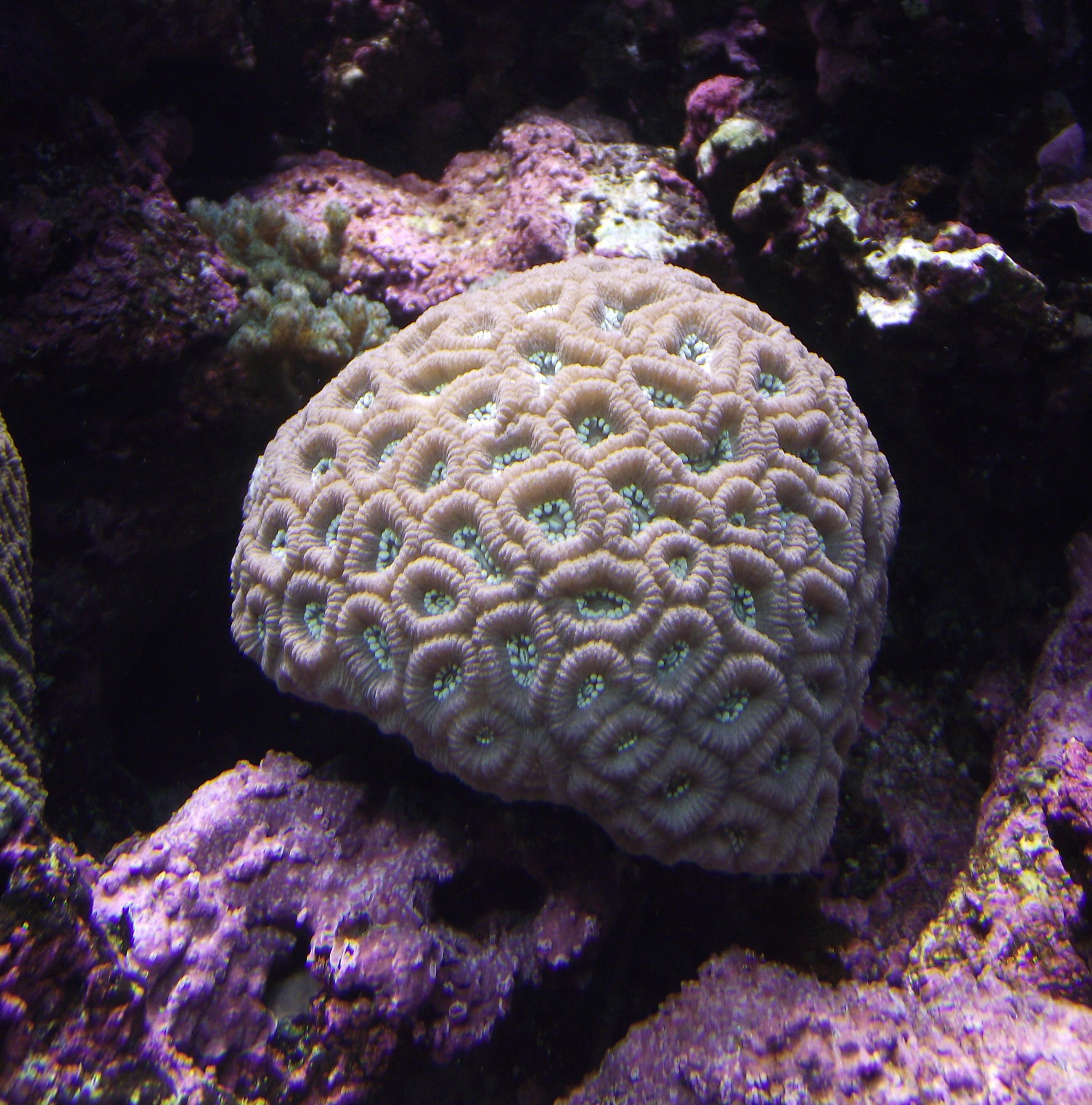
Favites abdita
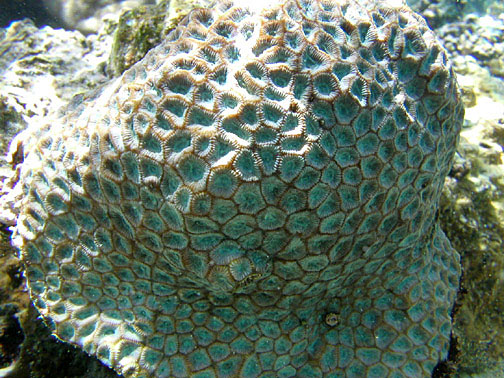
Favites chinensis
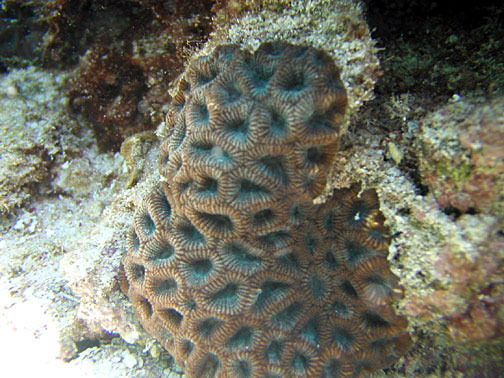
Favites complanata
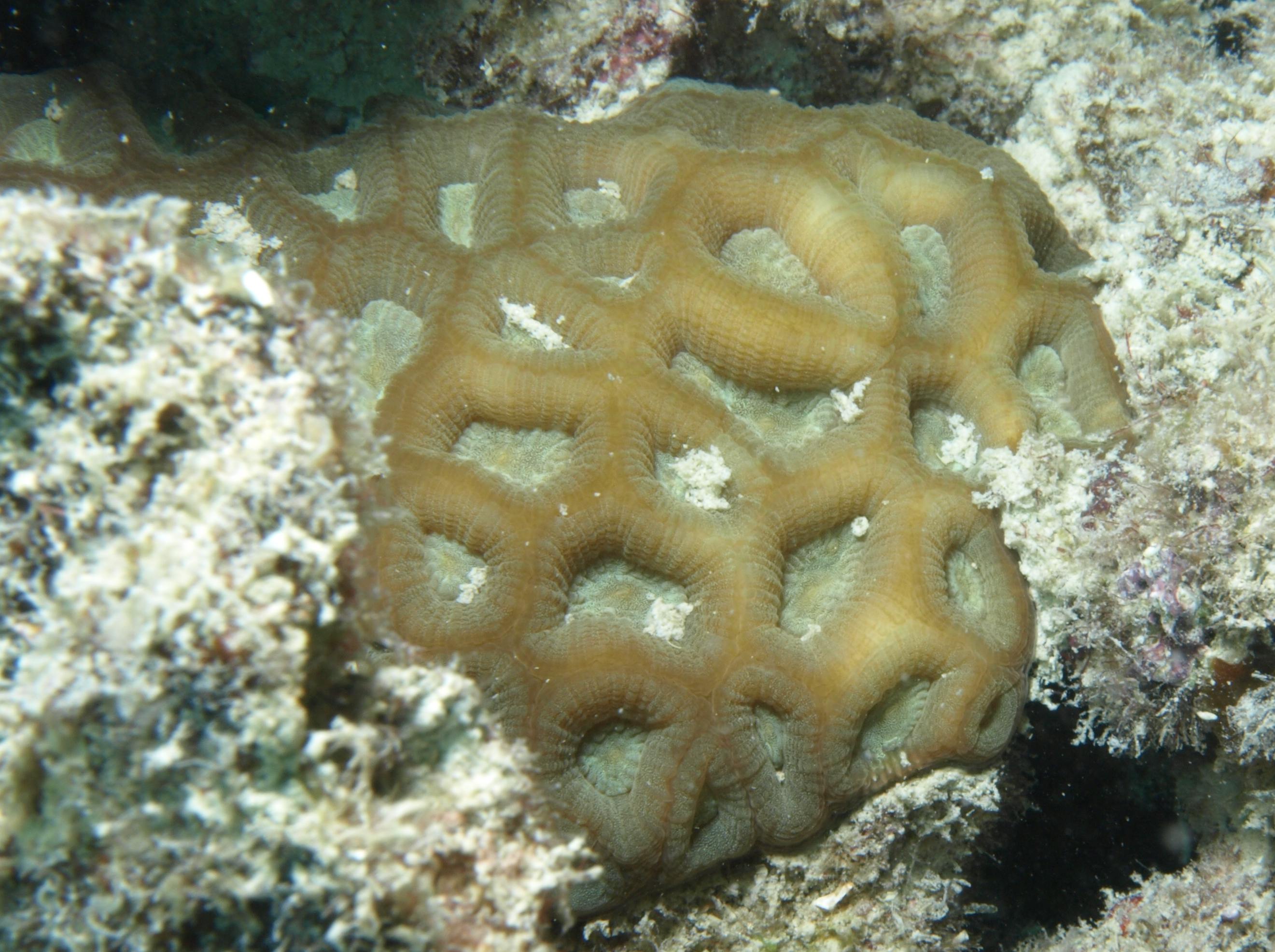
Favites flexuosa
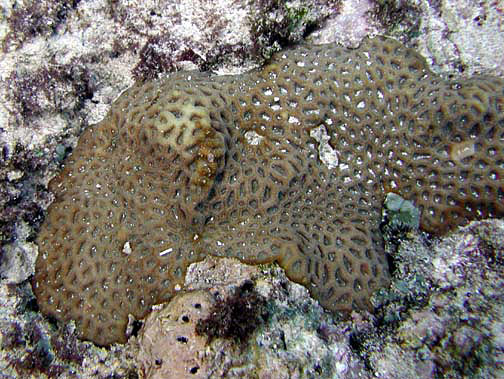
Favites halicora
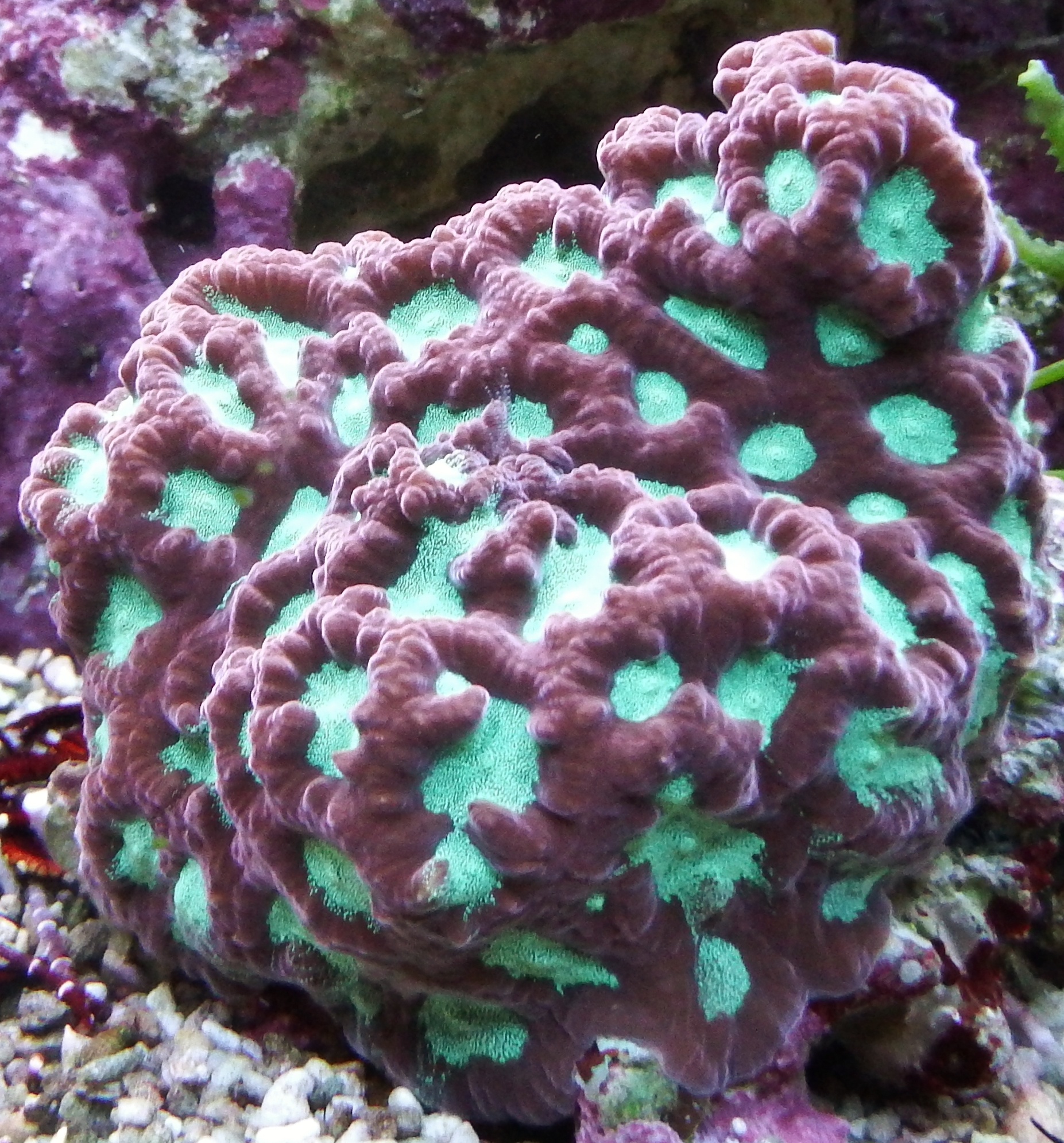
Favites pentagona
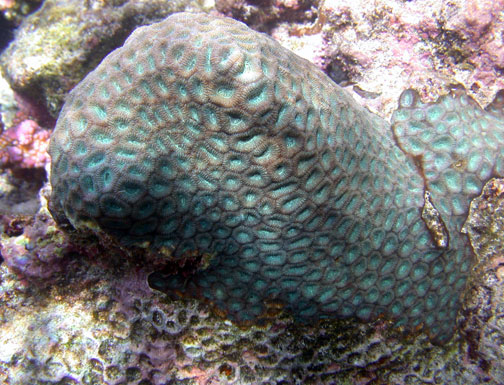
Favites rotundata

Especies aceptadas como sinonimia:  
- Favites aspera (Verrill, 1866) aceptada como Coelastrea aspera (Verrill, 1866)
- Favites astrinus Link, 1807 aceptada como Favites abdita (Ellis & Solander, 1786)
- Favites bennettae Veron, Pichon & Wijsman-Best, 1977 aceptada como Oulophyllia bennettae (Veron, Pichon & Best, 1977)
- Favites bestae Veron, 2000 aceptada como Favites melicerum (Ehrenberg, 1834)
- Favites ellisiana Verrill, 1901 aceptada como Favites flexuosa (Dana, 1846)
- Favites gailei Chevalier, 1971 aceptada como Favites pentagona (Esper, 1795)

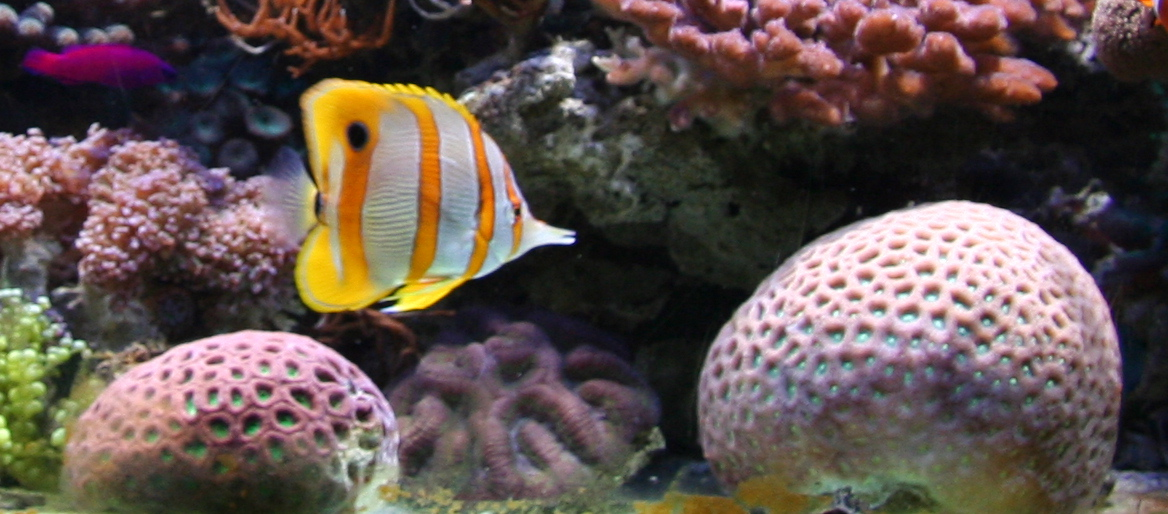
Favia, izquierda, y Favites, derecha, en acuario. Chelmon rostratus en medio.

- Favites hirsuta (Milne Edwards, 1857) aceptada como Acanthastrea echinata (Dana, 1846)
- Favites micropentagona Veron, 2000 aceptada como Favites micropentagonus Veron, 2000
- Favites palauensis Yabe & Sugiyama, 1936 aceptada como Coelastrea palauensis (Yabe & Sugiyama, 1936)
- Favites paraflexuosa Veron, 2000 aceptada como Favites paraflexuosus Veron, 2000
- Favites parvicella Nemenzo, 1959 aceptada como Favites pentagona (Esper, 1795)
- Favites peresi Faure & Pichon, 1978 aceptada como Paramontastraea peresi (Faure & Pichon, 1978)
- Favites robusta (Dana, 1846) aceptada como Favites abdita (Ellis & Solander, 1786)
- Favites rufa Wijsman-Best, 1972 aceptada como Paragoniastrea russelli (Wells, 1954)
- Favites russelli (Wells, 1954) aceptada como Paragoniastrea russelli (Wells, 1954)
- Favites virens (Dana, 1846) aceptada como Favites abdita (Ellis & Solander, 1786)
- Favites yamanarii Yabe & Sugiyama, 1935 aceptada como Favites chinensis (Verrill, 1866)

## Morfología

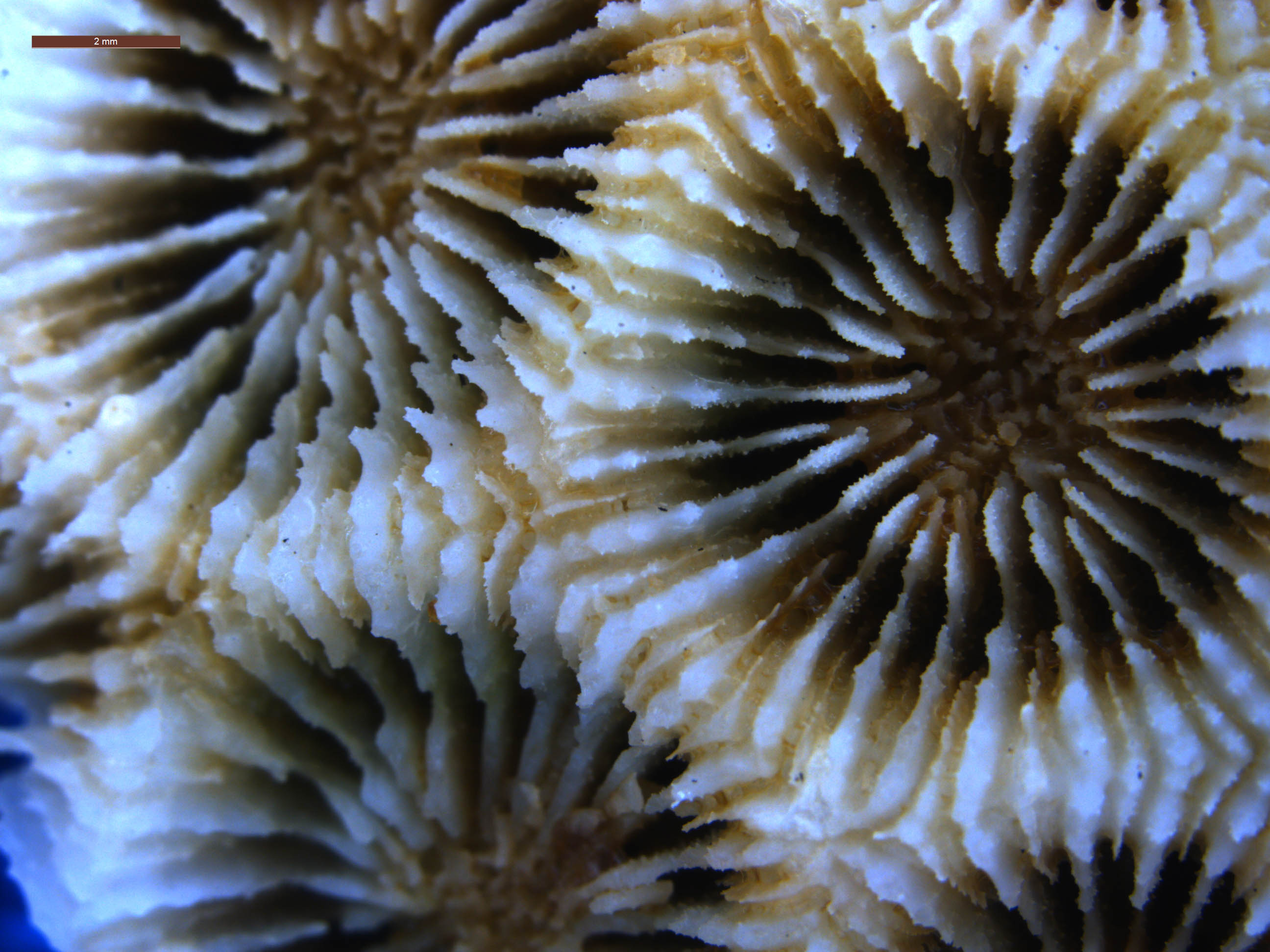
Coralitos de Favites fusionados

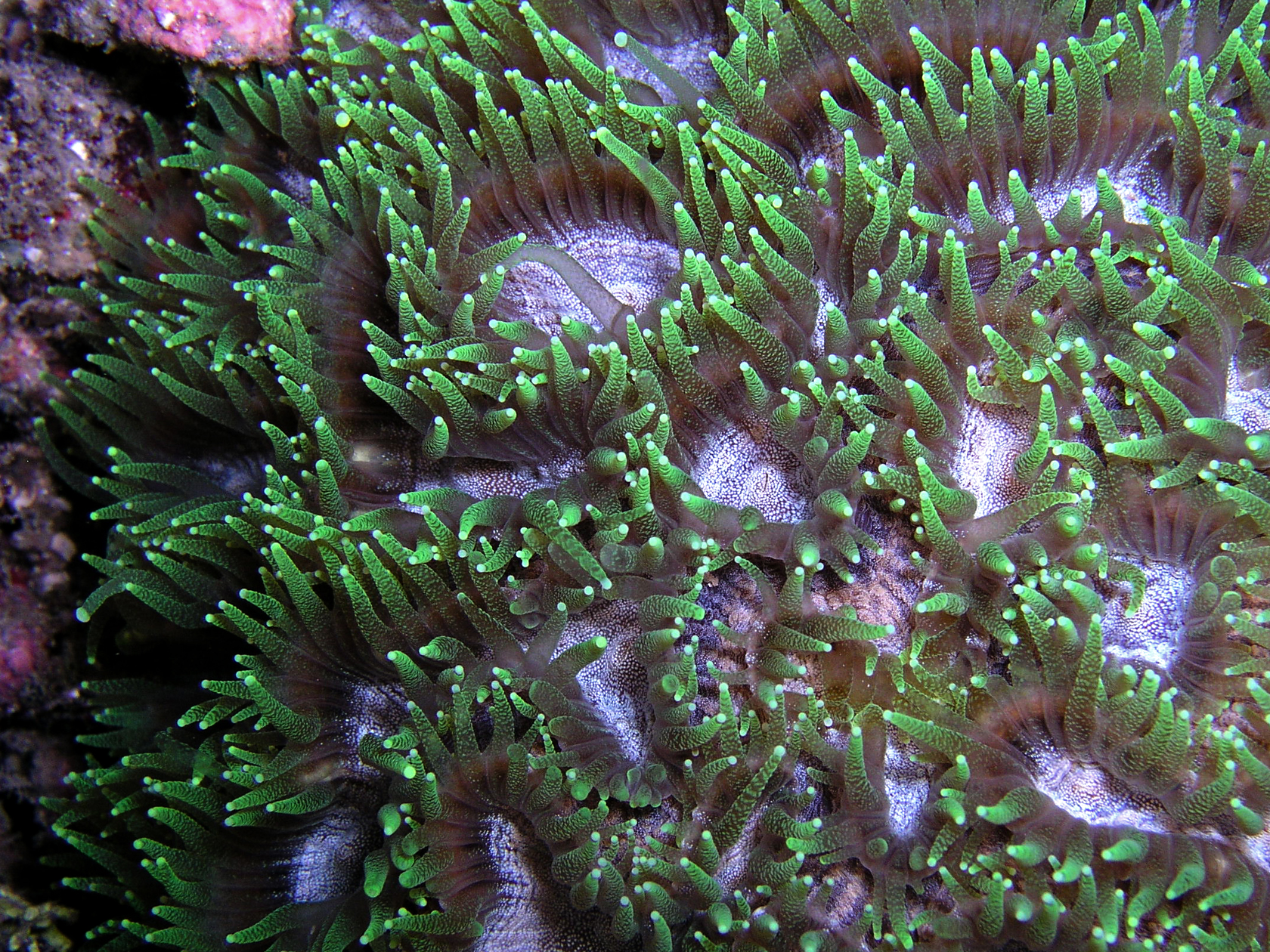
Tentáculos expandidos de F. flexuosa

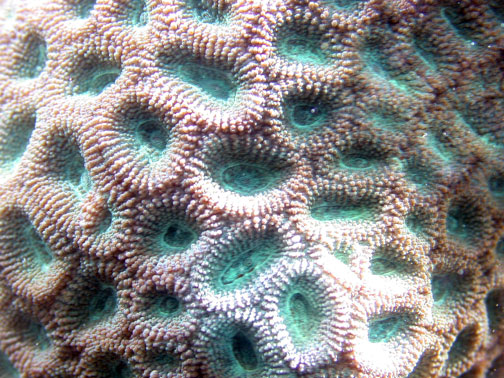
Favites rotundata, detalle de coralitos

Los corales Favites forman colonias masivas, tanto planas como esféricas. Cada coralito se proyecta ligeramente sobre la superficie de la colonia y tiene su propio muro, aunque fusionado o compartido con el del coralito contiguo. Los coralitos hijos se forman por división intratentacular. Los pólipos se extienden sólo durante la noche y tienen un círculo simple de tentáculos, cuyo extremo suele estar coloreado en otro tono. Puede contraer rápidamente los pólipos si es tocado por otro organismo. También posee tentáculos "barredores", que presentan unas células urticantes denominadas nematocistos, empleadas en la caza de presas de plancton.
Alcanzan los 100 cm de diámetro. La gama de colores abarca el marrón, verde, crema, amarillo, naranja o rojo.
Su aspecto es muy similar al género Favia, siendo común la confusión en la identificación de especies de ambos géneros. La diferencia estriba en que, las especies Favites tienen los muros de los coralitos, que son los esqueletos individuales de cada pólipo, compartidos o fusionados; mientras que las especies de Favia no. Esto sólo se puede comprobar cuándo el tejido del animal se retrae, dejando ver la estructura de su esqueleto.

## Hábitat y distribución
Viven en arrecifes localizados en los mares tropicales (a una latitud situada entre 30ºN y 20ºS), en zonas cercanas a las costas. Mayoritariamente se encuentran en fondos rocosos, en aguas túrbias y de poca calidad, por lo que su mantenimiento en cautividad es relativamente fácil, comparado con otros corales duros. 
Se distribuyen en el océano Indo-Pacífico, desde las costas orientales de África, en Mozambique, Sudáfrica, Madagascar, incluyendo el mar Rojo y el golfo de Adén, por todo el Índico y el Pacífico tropicales, hasta las islas Fiyi del Pacífico, incluyendo las costas de Australia, al sur, y desde Japón, al norte.

## Alimentación
Contienen algas simbióticas; mutualistas (ambos organismos se benefician de la relación) llamadas zooxantelas. Las algas realizan la fotosíntesis produciendo oxígeno y azúcares, que son aprovechados por los pólipos, y se alimentan de los catabolitos del coral (especialmente fósforo y nitrógeno). Esto les proporciona entre el 70 y el 95% de sus necesidades alimenticias. El resto lo obtienen atrapando del plancton pequeños invertebrados marinos, como copépodos, anfípodos, o huevos de otros animales, así como de materia orgánica disuelta en el agua.

## Reproducción
Se reproducen asexualmente mediante gemación, y sexualmente, lanzando al exterior sus células sexuales. En este tipo de reproducción, la mayoría de los corales liberan óvulos y espermatozoides al agua, siendo por tanto la fecundación externa.  Los huevos una vez en el exterior, permanecen a la deriva arrastrados por las corrientes varios días, más tarde se forma una larva plánula que, tras deambular por la columna de agua, cae al fondo, se adhiere a él y comienza su vida sésil, secretando carbonato cálcico para conformar un esqueleto o coralito. Posteriormente, los pólipos se reproducen por gemación, dando origen a la colonia.